# Репетиция (мультфильм)
«Репетиция» — советский короткометражный кукольный мультфильм, снятый в 1976 году на творческом объединении «Экран» режиссёром Леонидом Аристовым по сценарию Александра Курляндского и Аркадия Хайта.

## Сюжет
В этом мультфильме для малышей рассказывается о том, как музыка подружила зверушек.

## Создатели
| Авторы сценария           | Александр Курляндский, Аркадий Хайт      |
| Режиссёр                  | Леонид Аристов                           |
| Художник-постановщик      | Людмила Танасенко                        |
| Оператор                  | Эрнст Гаман                              |
| Композитор                | Григорий Гладков (в титрах — А. Гладков) |
| Звукооператор             | Виталий Азаровский                       |
| Художники-мультипликаторы | Алла Гришко, Сергей Олифиренко           |
| Монтаж                    | М. Трусовой                              |
| Редактор                  | Е. Ходина                                |

## Технические данные
Кукольный мультфильм «Репетиция» был снят на творческом объединении «Экран» в 1976 году. Его продолжительность составляла 8 минут 59 секунд.